# Parco Antonio Annarumma
Il parco Antonio Annarumma è un parco di Milano, dedicato alla memoria dell'agente Antonio Annarumma, morto nella città lombarda nel 1969 e prima vittima degli anni di piombo.
Il parco, di forma irregolare, nasce nel 2000 dal recupero di aree dismesse, in concomitanza con nuove edificazioni nel quartiere periferico di via delle Forze Armate.

## Archi di rampicanti e cascine
Caratteristica del parco sono tre archi di metallo, supporto di rampicanti, ai quali l'illuminazione notturna dona un gradevole effetto. La collinetta e i salti di quota creano un diversivo nel paesaggio e la ricca vegetazione si fonde con quella del vicino fontanile. Il parco rappresenta il punto iniziale di un percorso verde esteso fino al quartiere Valsesia.
All'interno è presente la Cascina Creta Nuova del 1937, che è stata l'ultima a essere costruita a Milano: una moderna azienda agricola con bestiame da carne e da latte, dedicata soprattutto alle coltivazioni da orto per il mercato cittadino. Era stata ricavata recuperando una cava di sabbia e ghiaia e sia i fabbricati rustici sia quelli civili erano dotati di acqua corrente e sistemi meccanici per l'ottimizzazione del lavoro.

## Alberi e attrezzature
Tra le specie arboree ad alto fusto presenti, ricordiamo la robinia, l'acero argentato, il carpino bianco, il faggio, il liquidambar, il ciliegio, l'olmo bianco e la quercia rossa, assieme al nocciolo comune; tra gli arbusti, diverse varietà di ortensia e di rosa, la spirea, la fotinia, il cotogno da fiore, la mahonia, il viburno, l'evonimo alato e i cornioli, oltre ai diversi rampicanti da fiore che decorano gli archi.
Ridotte le attrezzature: un campo per la pratica del basket e tre aree recintate per i cani.

## Bibliografia

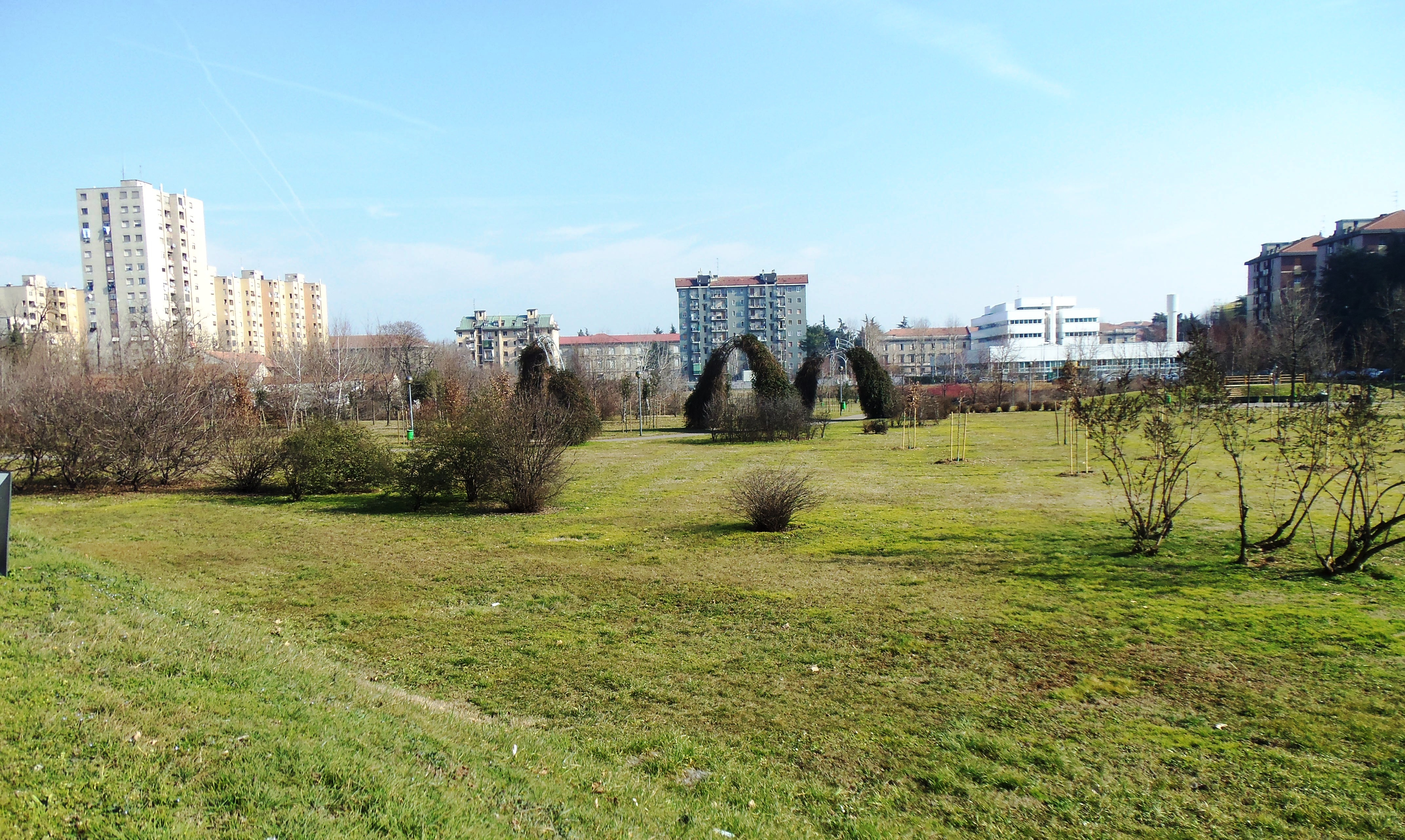
Uno scorcio con gli archi dei rampicanti